# Elmet
Elmet ist ein Gebiet in der nordenglischen traditionellen West Riding der nordenglischen Grafschaft Yorkshire. Im Frühmittelalter, zwischen dem 5. und 7. Jahrhundert, war Elmet ein unabhängiges, britannisches Königreich, das zum Hen Ogledd gezählt wird. Es erstreckte sich vom Tal von York bis zur Wasserscheide der Pennines, wobei die Flüsse Sheaf im Süden und Wharfe im Osten dort die ungefähren Grenzen bildeten. Im Norden grenzte Elmet an das anglische Königreich Deira und im Süden an das ebenfalls anglische Mercia. Im Westen Elmets befand sich das ebenfalls britannische Gebiet Craven, erhalten im Namen des ehemaligen Districts Craven (1974–2023), welches ein kleineres britannisches Königreich gewesen zu sein scheint.

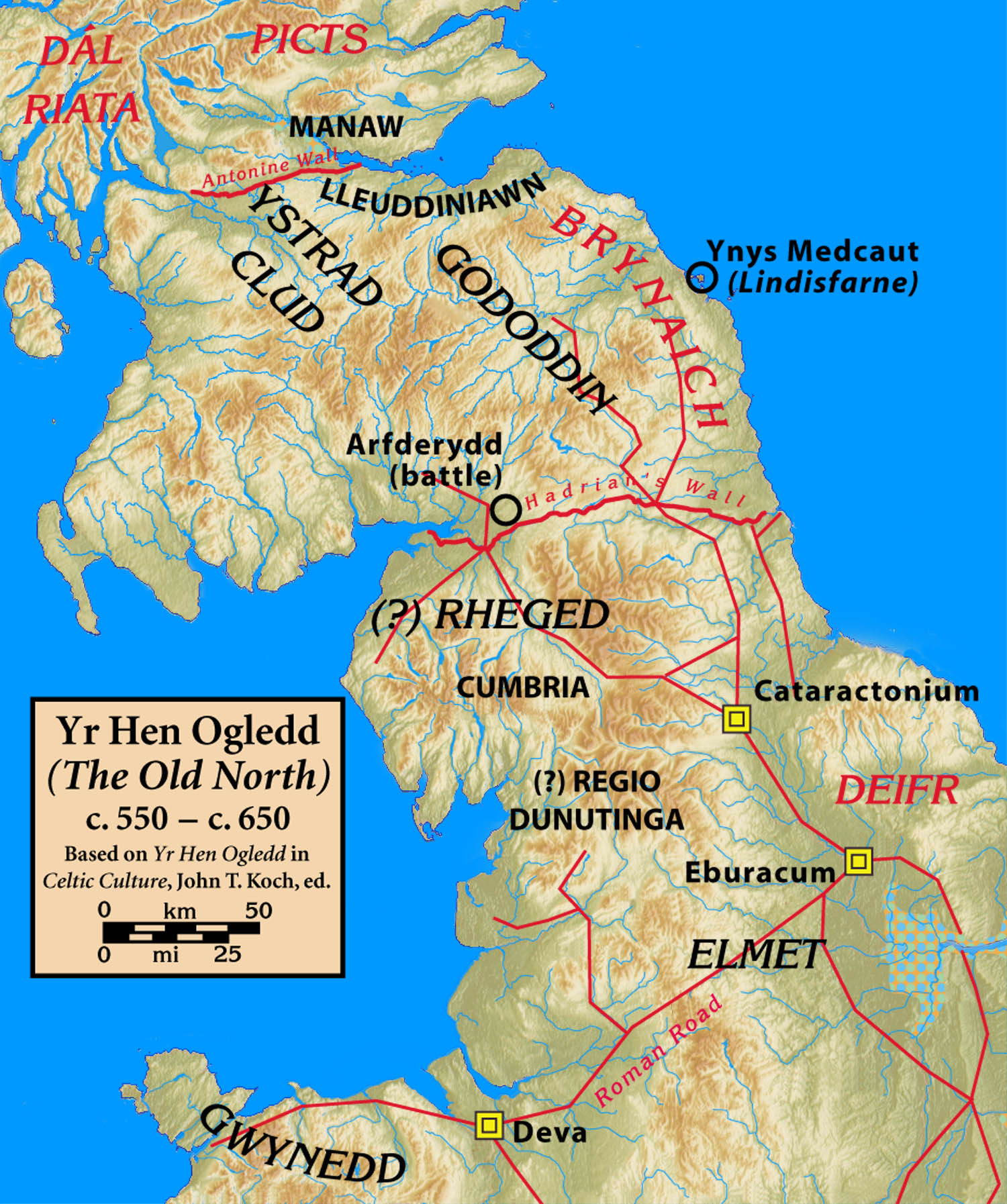
Hen Ogledd (Der alte Norden)

Elmet wurde im Jahr 616 vom anglischen Deira unter dessen König Edwin erobert und in das Königreich eingegliedert, das später – zusammen mit dem anglischen Königreich Bernicia zum anglischen Königreich Northumbria wurde.
Abgesehen von historischen Belegen sind die einzigen Überreste dieses Königreiches heutzutage nur noch in Erdwällen zu finden, die der Verteidigung dienten, und in Ortsnamen, wie zum Beispiel Barwick-in-Elmet und Sherburn-in-Elmet. Ein im Jahr 1983 errichteter Wahlkreis in der Grafschaft West Yorkshire trug außerdem den Namen Elmet (heute Elmet and Rothwell).

## Geschichte
Nach dem Abzug der römischen Truppen aus Britannien im 5. Jahrhundert wurden eine Anzahl unabhängiger britannischer Herrschaften gegründet. So entstanden im Norden Großbritanniens die Königreiche Rheged, Strathclyde, Ebrauc, Bryneich, Gododdin und Elmet. Wie sich Elmet formierte, ist nicht geklärt. Es ist möglich, dass es sich aus einem Gebiet innerhalb eines größeren Königreiches, welches durch den halblegendären König Coel Hen regiert worden war, entwickelte. Andererseits ist es möglich, dass das Gebiet von Elmet in vorrömischer Zeit eine deutlich verschiedene Stammesidentität gehabt hatte, die nach dem Abzug der Römer wieder zum Vorschein kam.
Über die eigentliche Geschichte Elmets vor der Eroberung durch die Angeln ist wenig bekannt. Elmet scheint Beziehungen zu anderen britannischen Herrschaften unterhalten zu haben. So wurde in Gwynedd in Wales eine Grabinschrift mit der Aufschrift Aliotus Elmetiacos hic iacet (Hier liegt Aliotus von den Elmetern) gefunden. In verschiedenen walisischen Quellen werden Könige von Elmet erwähnt. Ein Lied Taliesins ist Gwallog ap Llaennog, König von Elmet gegen Ende der zweiten Hälfte des 6. Jahrhunderts, gewidmet. Der ursprüngliche Hauptort Elmets scheint sich in einem Ort Campodonum befunden zu haben, vielleicht identisch mit dem heutigen Doncaster. Der Hauptort wurde jedoch später, nachdem Campodonum zerstört worden war, nach Loides (Leeds) verlegt, von dem berichtet wird, es habe sich im „Wald von Elmet“ (silva Elmete) befunden.
Gegen Ende des 6. Jahrhunderts kam Elmet unter zunehmenden Druck durch die expandierenden anglischen Königreiche Deira und Mercia. Im Jahr 590 kam es zu einem Bündnis verschiedener britannischer Königreiche, um das sich schnell ausdehnende nördlichere Königreich der Angeln, Bernicia, zurückzudrängen. Im Verlauf dieses Feldzuges wurde Gwallog ap Llaennog getötet. Das Bündnis der nördlichen Britannier zerfiel nach der Ermordung König Uriens von Rheged und der daraus resultierenden Fehde. Aus der sich entwickelnden Vereinigung der Königreiche Deira und Bernicia zu Northumbria scheinen die Herrscher Elmets die Konsequenz gezogen zu haben, um Elmet heute noch sichtbare Wälle als eine zusätzliche Verteidigungslinie nördlich und westlich von Barwick-in-Elmet zu errichten.
Im Jahr 616 fielen die anglischen Truppen Deiras in Elmet ein, eroberten das Königreich und vertrieben den letzten britannischen König Ceredig ap Gwallog. Der Anlass für diesen Eroberungsfeldzug scheint entweder in der Tatsache zu liegen, dass ein im Exil in Elmet lebender anglischer Herr aus Deira namens Hereric dort vergiftet worden war, oder die Tatsache, dass Elmet Exilanten und damit Gegnern des northumbrischen Königs Edwin  Unterschlupf gewährt hatte. Möglich ist andererseits, dass die Eroberung Elmets Teil eines groß angelegten Feldzugs Edwins war, da dieser in diesem Jahr die meisten Gebiete im nachrömischen Britannien unterwerfen konnte.
Nach der Eroberung durch die Angeln ging Elmet vollständig im anglischen Königreich Northumbria auf, die Bewohner wurden die Elmetsæte. Als solche erscheinen sie in einem Dokument gemeinhin datiert auf die zweite Hälfte des 7. Jahrhunderts, dem sogenannten Tribal Hidage. Das Tribal Hidage ist eine Liste von namentlich genannten Gebieten und Territorien, deren Größe nach der Anzahl ihrer Hufe angegeben werden. Die Elmetsæte erscheinen nur als relativ kleine Einheit mit einer Gesamtzahl von 600 Hides in diesem Dokument.
Das Überleben der britannischen Bevölkerung ist der Grund für die häufige Anzahl von Ortsnamen, die auf britannische Wurzeln zurückgehen, wobei als am auffallendsten die Ortsnamen mit den Elementen Eccles- und Wal- zu nennen sind. Es wird angenommen, dass die Bewohner Elmets sich selbst Loides genannt haben, was sich in vielen Ortsnamen zurückfindet, zum Beispiel Ledston, Ledsham, Leathley und natürlich Leeds.

### Sekundärliteratur
- Leslie Alcock: Arthur's Britain. History and Archaeology, AD 367-634. Harmondsworth, London 1973, ISBN 0-14-021396-1.
- Ken Dark: Britain and the End of the Roman Empire. Tempus, Stroud 2000, ISBN 0-7524-2532-3.
- David Dumville: The Tribal Hidage: an Introduction to its Texts and their History. In: Steven Basset (Hrsg.): The Origins of Anglo-Saxon Kingdoms. Leicester University Press, Leicester 1989, ISBN 0-7185-1317-7.
- David Hey: A History of Yorkshire: "County of the Broad Acres". Carnegie, Lancaster 2005, ISBN 1-85936-122-6.
- Nicholas J. Higham: The Kingdom of Northumbria AD 350 - 1000. Sutton, Stroud 1993, ISBN 0-86299-730-5.
- Peter Hunter Blair: Roman Britain and Early England, 55 B.C.-A.D. 871. Thomas Nelson and Sons, Edinburgh 1963, ISBN 0-17-711044-9.
- Christopher A. Snyder: The Britons (Peoples of Europe). Blackwell, Oxford 2003, ISBN 0-631-22260-X.
- Frank Merry Stenton: Anglo-Saxon England. 3. Auflage. Oxford University Press, Oxford 1971, ISBN 0-19-280139-2.
- John T. Koch: Celtic Culture: A Historical Encyclopedia. ABC-CLIO, Oxford 2006, ISBN 1-85109-440-7.
- Alex Woolfe: "Romancing the Celts: Segmentary societies and the geography of Romanization in the north-west provinces", in: Ray Laurence und Joanne Berry (Hrsg.): Cultural Identity in the Roman Empire. Routledge, Oxford 1998, ISBN 0-203-02266-1.